# 日南町

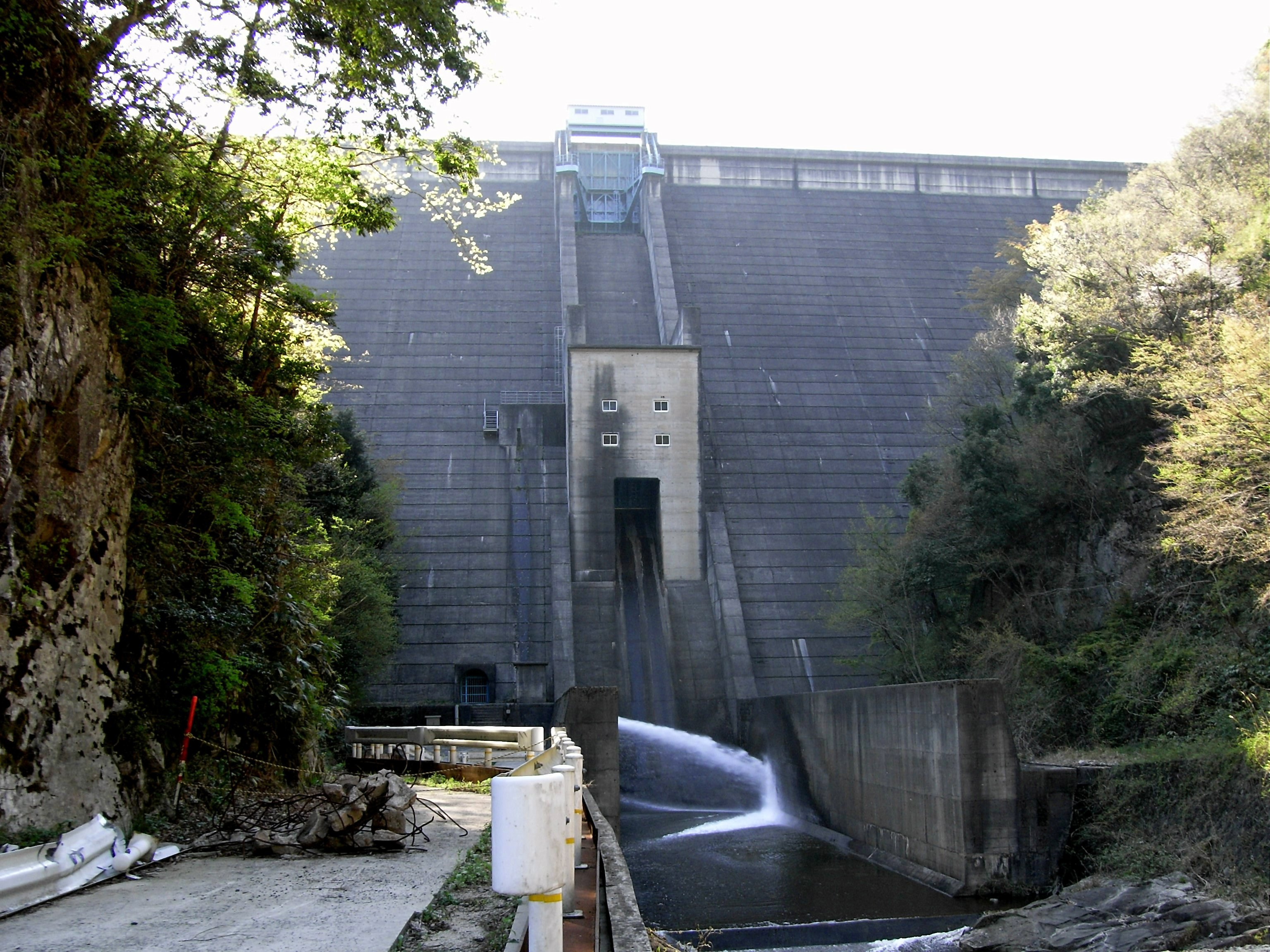
菅沢ダム

日南町（にちなんちょう）は、鳥取県の南西の内陸部にある町。1959年（昭和34年）に新市町村建設促進法に基づく合併により誕生した。日野郡に属しており、郡域の南部に位置していることが、町名の由来である。一級河川日野川の源流域にあたり、孝霊天皇の伝承や日本古来のたたら製鉄など、豊かな自然が育んだ歴史と文化に恵まれており、昭和の文豪、井上靖や松本清張ゆかりの地でもある。若年層の流出と出生数減少による人口減少が止まらず、消滅可能性都市に挙げられているが、「ひとづくり」と「持続可能なまちづくり」への挑戦を通じて「創造的過疎のまちへの挑戦」を推進している。

## 地理
- 川：日野川、印賀川
- ダム：菅沢ダム、大宮ダム

### 隣接市町村
- 鳥取県
  - 日野郡日野町
  - 西伯郡南部町
- 島根県
  - 安来市
  - 仁多郡奥出雲町
- 岡山県
  - 新見市
- 広島県
  - 庄原市

### 地区
以下の7の大地区、32の小地区より日南町は構成される。

#### 石見
- 花口（はなぐち）
- 神戸上（かどのかみ） - 『和名抄』に見える日野郡六郷の1つ神戸郷から転化したもの、宮内にある楽々福神社の神戸の上の郷の意。
- 上石見（かみいわみ）
- 中石見（なかいわみ）
- 下石見（しもいわみ）
- 三吉（みよし）

#### 福栄
- 豊栄（とよさかえ） - 1877年（明治10年）、大坂村、上坂村が合併し誕生した村名（地名）。
- 神福（かみふく） - 明治10年、神戸村、飛時原村、中野村、井原村が合併し誕生した村名（地名）。
- 福塚（ふくつか） - 明治10年、白谷村、宮田村、高代村が合併し誕生した村名（地名）。

#### 日野上
- 河上（かわかみ）
- 宮内（みやうち）
- 矢戸（やと）
- 三栄（みさかえ）
- 丸山（まるやま）
- 霞（かすみ）
- 生山（しょうやま） - 『伯耆民談記』によれば「当社（生山神社）の山上に柴瀧というあり。孝霊天皇の皇女福姫命爰（ここ）に誕生ありしによりて後世これを生山と号しまた村名に及ぶ」という。

#### 多里
- 新屋（にいや）
- 多里（たり） - 戦国期に見える地名。永禄12年（1569年）9月10日、月山富田城の奪還を目指す尼子勝久の家臣興幸から美作の住人原又太郎に送られた感状に「今度多里表於度々及合戦」とある。
- 萩原（はぎはら）
- 湯河（ゆかわ）
- 上萩山（かみはぎやま）

#### 山上
- 笠木（かさぎ）
- 茶屋（ちゃや）
- 福万来（ふくまき）
- 福寿実（ふくすみ）
- 佐木谷（さぎだに）

#### 阿毘縁
- 阿毘縁（あびれ）
- 下阿毘縁（しもあびれ）

#### 大宮
- 折渡（おりわたり）
- 印賀（いんが）
- 宝谷（たからだに）
- 菅沢（すげさわ）

### 標高（地域振興センター所在地より）
- 石見　455ｍ
- 福栄　472ｍ
- 日野上　337ｍ
- 多里　439ｍ
- 山上　506ｍ
- 阿毘縁　557ｍ
- 大宮　427ｍ

### 気候
ケッペンの気候区分では温暖湿潤気候（Cfa）に属する。日本海側気候でもある。町の全域が豪雪地帯対策特別措置法に基づく豪雪地帯に指定されている。
| 茶屋（1991年 - 2020年）の気候      | 茶屋（1991年 - 2020年）の気候 | 茶屋（1991年 - 2020年）の気候 | 茶屋（1991年 - 2020年）の気候 | 茶屋（1991年 - 2020年）の気候 | 茶屋（1991年 - 2020年）の気候 | 茶屋（1991年 - 2020年）の気候 | 茶屋（1991年 - 2020年）の気候 | 茶屋（1991年 - 2020年）の気候 | 茶屋（1991年 - 2020年）の気候 | 茶屋（1991年 - 2020年）の気候 | 茶屋（1991年 - 2020年）の気候 | 茶屋（1991年 - 2020年）の気候 | 茶屋（1991年 - 2020年）の気候 |
| 月                                 | 1月                           | 2月                           | 3月                           | 4月                           | 5月                           | 6月                           | 7月                           | 8月                           | 9月                           | 10月                          | 11月                          | 12月                          | 年                            |
| ---------------------------------- | ----------------------------- | ----------------------------- | ----------------------------- | ----------------------------- | ----------------------------- | ----------------------------- | ----------------------------- | ----------------------------- | ----------------------------- | ----------------------------- | ----------------------------- | ----------------------------- | ----------------------------- |
| 最高気温記録 °C （°F）             | 15.3 (59.5)                   | 19.1 (66.4)                   | 22.5 (72.5)                   | 29.7 (85.5)                   | 31.7 (89.1)                   | 31.6 (88.9)                   | 34.4 (93.9)                   | 34.9 (94.8)                   | 32.9 (91.2)                   | 28.8 (83.8)                   | 24.8 (76.6)                   | 18.2 (64.8)                   | 34.9 (94.8)                   |
| 平均最高気温 °C （°F）             | 3.9 (39)                      | 5.1 (41.2)                    | 9.7 (49.5)                    | 16.4 (61.5)                   | 21.4 (70.5)                   | 24.3 (75.7)                   | 27.8 (82)                     | 28.8 (83.8)                   | 24.3 (75.7)                   | 18.9 (66)                     | 13.2 (55.8)                   | 6.9 (44.4)                    | 16.7 (62.1)                   |
| 日平均気温 °C （°F）               | −0.2 (31.6)                   | 0.3 (32.5)                    | 3.9 (39)                      | 9.6 (49.3)                    | 15.0 (59)                     | 18.9 (66)                     | 22.9 (73.2)                   | 23.4 (74.1)                   | 19.0 (66.2)                   | 12.9 (55.2)                   | 7.3 (45.1)                    | 2.2 (36)                      | 11.3 (52.3)                   |
| 平均最低気温 °C （°F）             | −4.5 (23.9)                   | −4.7 (23.5)                   | −1.8 (28.8)                   | 2.7 (36.9)                    | 8.6 (47.5)                    | 14.0 (57.2)                   | 18.8 (65.8)                   | 19.1 (66.4)                   | 14.6 (58.3)                   | 7.3 (45.1)                    | 1.9 (35.4)                    | −2.1 (28.2)                   | 6.2 (43.2)                    |
| 最低気温記録 °C （°F）             | −17.4 (0.7)                   | −17.7 (0.1)                   | −14.0 (6.8)                   | −6.9 (19.6)                   | −2.5 (27.5)                   | 3.2 (37.8)                    | 6.3 (43.3)                    | 10.3 (50.5)                   | 1.0 (33.8)                    | −3.2 (26.2)                   | −9.2 (15.4)                   | −14.5 (5.9)                   | −17.7 (0.1)                   |
| 降水量 mm （inch）                 | 137.1 (5.398)                 | 114.2 (4.496)                 | 138.2 (5.441)                 | 121.4 (4.78)                  | 131.9 (5.193)                 | 194.1 (7.642)                 | 253.9 (9.996)                 | 162.7 (6.406)                 | 234.4 (9.228)                 | 147.2 (5.795)                 | 110.8 (4.362)                 | 150.7 (5.933)                 | 1,894.1 (74.571)              |
| 平均降水日数 （≥1.0 mm）           | 19.2                          | 15.6                          | 15.4                          | 11.6                          | 11.0                          | 12.5                          | 14.1                          | 12.0                          | 12.5                          | 10.8                          | 13.3                          | 18.6                          | 166.5                         |
| 平均月間日照時間                   | 57.7                          | 72.2                          | 129.8                         | 178.0                         | 195.1                         | 139.4                         | 139.4                         | 172.1                         | 120.0                         | 133.0                         | 104.0                         | 67.3                          | 1,508.5                       |
| 出典1：Japan Meteorological Agency |                               |                               |                               |                               |                               |                               |                               |                               |                               |                               |                               |                               |                               |
| 出典2：気象庁                      |                               |                               |                               |                               |                               |                               |                               |                               |                               |                               |                               |                               |                               |

## 歴史
- 1921年（大正10年）12月1日 - 日野郡宮内村・霞村が合併して日野上村が発足。
- 1955年（昭和30年）5月20日 - 日野郡日野上村・山上村が合併して伯南町が発足。
- 1955年（昭和30年）6月30日 ‐ 日野郡大宮村・阿毘縁村が合併して高宮村が発足。
- 1959年（昭和34年）4月1日 - 日野郡伯南町・高宮村・多里村・石見村・福栄村が合併して発足。
- 2014年（平成26年）日本創成会議により「消滅可能性都市」の1つとして公表[2]。
- 2018年8月31日 - 町内唯一の鳥取銀行生山支店を2019年1月に隣接する日野町の支店に移転（窓口機能を廃止し、ATMのみ利用できる）という事に対し、日南町が対抗措置として鳥取銀行に預けていた預金約5億6千万円を全解約し町内の別の金融機関に預金を移したと報じられた[4]。

## 行政
| 代   | 氏名       | 就任日         | 退任日        | 備考                         |
| ---- | ---------- | -------------- | ------------- | ---------------------------- |
| －   | 井川喜八郎 | 1959年４月1日  | 1959年4月30日 | 町長職務執行者（元伯南町長） |
| 初代 | 木下太郎   | 1959年5月1日   | 1974年2月26日 | 4期目途中で病気のため退職    |
| 2代  | 高橋篤史   | 1974年3月18日  | 1990年3月16日 | 4期16年 任期満了             |
| 3代  | 岸郁男     | 1990年3月17日  | 1998年3月16日 | 2期8年 任期満了              |
| 4代  | 矢田治美   | 1998年3月17日  | 2010年3月16日 | 3期12年 任期満了             |
| 5代  | 増原聡     | 2010年3月17日  | 2018年11月3日 | 3期目在任中に病気のため逝去  |
| 6代  | 中村英明   | 2018年12月16日 | 現職          | 前副町長（無投票当選）       |

町長選は2010年の選挙戦が最後で、以後の2014年、2018年2月、12月に3連続無投票当選となった。

### 国の機関
- 中国地方整備局日野川河川事務所菅沢ダム管理支所

## 人口&面積

### 人口
| |                                        |  |
| 日南町と全国の年齢別人口分布（2005年） | 日南町の年齢・男女別人口分布（2005年） |  |
| ■紫色 ― 日南町 ■緑色 ― 日本全国 | ■青色 ― 男性 ■赤色 ― 女性              |  |
| 日南町（に相当する地域）の人口の推移 \| 1970年（昭和45年） \| 11,051人 \| \| \| 1975年（昭和50年） \| 9,730人 \| \| \| 1980年（昭和55年） \| 8,889人 \| \| \| 1985年（昭和60年） \| 8,470人 \| \| \| 1990年（平成2年） \| 7,974人 \| \| \| 1995年（平成7年） \| 7,382人 \| \| \| 2000年（平成12年） \| 6,696人 \| \| \| 2005年（平成17年） \| 6,112人 \| \| \| 2010年（平成22年） \| 5,460人 \| \| \| 2015年（平成27年） \| 4,765人 \| \| \| 2020年（令和2年） \| 4,196人 \| \| |                                        |  |
| 総務省統計局 国勢調査より |                                        |  |
| 1970年（昭和45年） | 11,051人                               |  |
| 1975年（昭和50年） | 9,730人                                |  |
| 1980年（昭和55年） | 8,889人                                |  |
| 1985年（昭和60年） | 8,470人                                |  |
| 1990年（平成2年） | 7,974人                                |  |
| 1995年（平成7年） | 7,382人                                |  |
| 2000年（平成12年） | 6,696人                                |  |
| 2005年（平成17年） | 6,112人                                |  |
| 2010年（平成22年） | 5,460人                                |  |
| 2015年（平成27年） | 4,765人                                |  |
| 2020年（令和2年） | 4,196人                                |  |

2015～2020年までの人口増減率-11.94％。
2020年時点高齢化率 （65歳以上の人口）52.20％。

### 面積
- 総面積　34,096 ha
- 総林野面積　30,461 ha
- 広葉樹面積　10,177 ha[7]

## 産業
山間部に位置する日南町の基幹産業は農林業で、稲作やトマト栽培が盛んである。また、基軸の林業をテーマとしてSDGs未来都市にも選定されている。
コメ栽培
産業の主力は稲作であり、豊富な湧き水と山間部特有の昼夜の寒暖差を生かし、良質米の産地である。全国大会の「米・食味分析鑑定コンクール」での入賞歴もあり、大阪北新地のミシュラン店や五つ星ホテル「ザ・リッツ・カールトン大阪」などでも提供されている。
神戸市に本社を置くマルカン酢は、創業者の名を冠した高級純米酢「酢屋勘三郎」の原料米として、日南町産コシヒカリを選んだ。これは、「最高の酢」をつくるため、各地の銘柄・農法・精白の度合いまで調べ尽くした結果であり、町内の湧水とともに原料として使用された。
トマト栽培
日南のトマトは昭和30年代から一部で露地での栽培が始まり、40年代からは雨除ハウスでの栽培となり全町に広まった。1991年（平成3年）に共同選果場が建設され、栽培面積が増えた。標高400 - 650mのハウスで栽培されており、昼夜の温度差が大きく、甘味・酸味のバランスが良く美味しいと評価されている。「道の駅にちなん日野川の郷」では、トマトのソフトクリームが販売されている。
林業振興
豊富な森林資源は、江戸時代から大正期にかけては日本古来の「たたら製鉄」で使用する木炭の供給源となっていた。たたら製鉄の終焉後は、生活用の木炭の生産が盛んに行われた。
戦後、スギ、ヒノキ等が植林され、山林の６割が人工林となった。木材の流通、加工、販売を目的として2006年度に造成された「日野川の森木材団地」には、LVL（単板積層材）製造工場を中心に、年間12万㎥の林材が集まる林業拠点がある。2017年度には林野庁の「林業成長産業化地域創出モデル事業」による選定を受け、2019年（平成31年）4月に全国初の町立林業アカデミーを開校し、林業後継者の育成・確保に取り組んでいる。

## 教育

### 中学校
町立
- 日南町立日南中学校

### 小学校
町立
- 日南町立日南小学校（2009年4月に日野上、山の上、多里、石見東、石見西、福栄の町内6校が統合）

### 一般財団法人
- にちなん中国山地林業アカデミー - 日南町多里に2019年4月開校。実践的な現場研修による技術と知恵、専門家の講義による最新の林学と教養を学ぶことができる。

## 交通

### 鉄道路線
- 西日本旅客鉄道（JR西日本）
  - 伯備線：上石見駅 - 生山駅

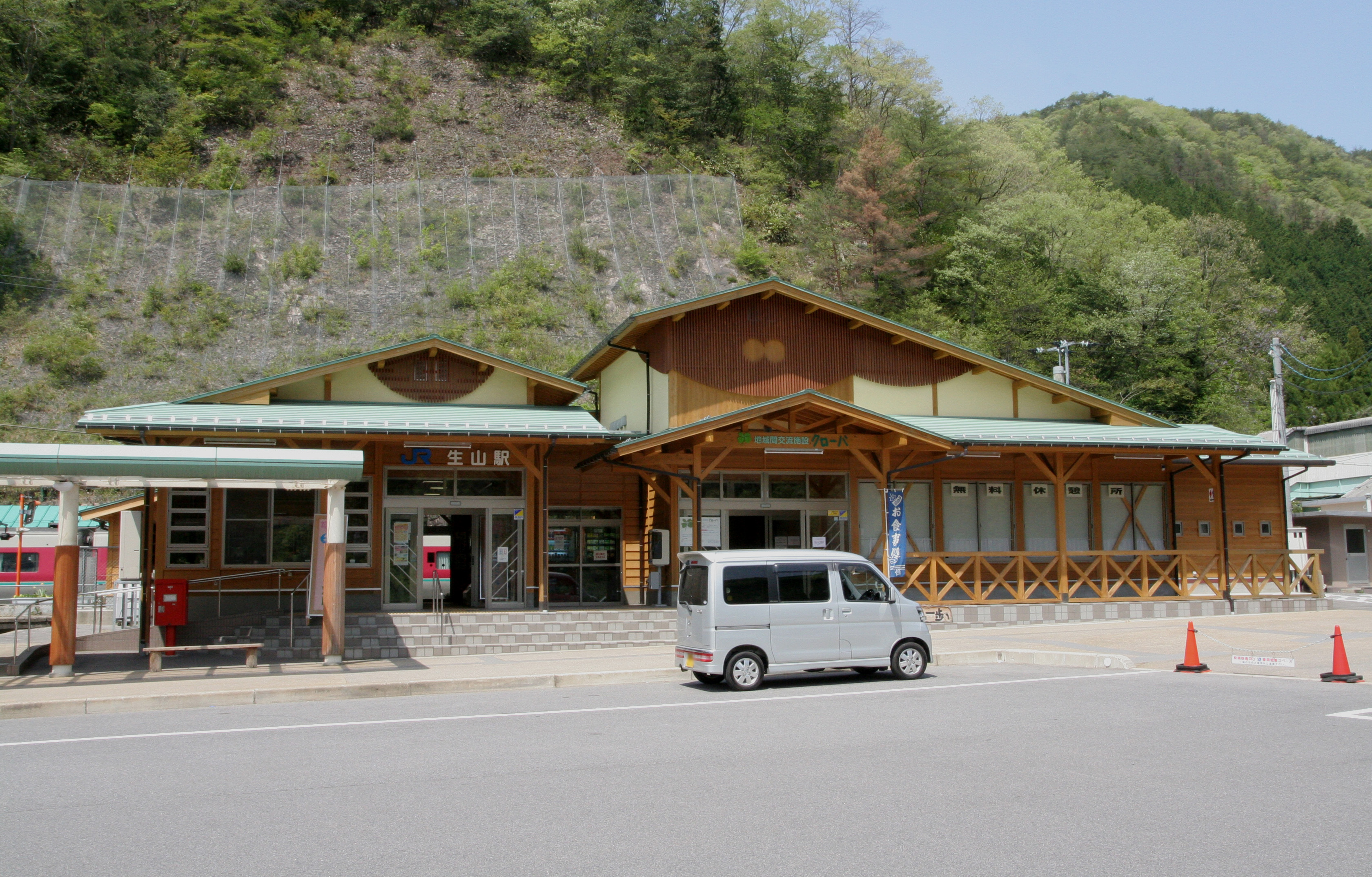
生山駅

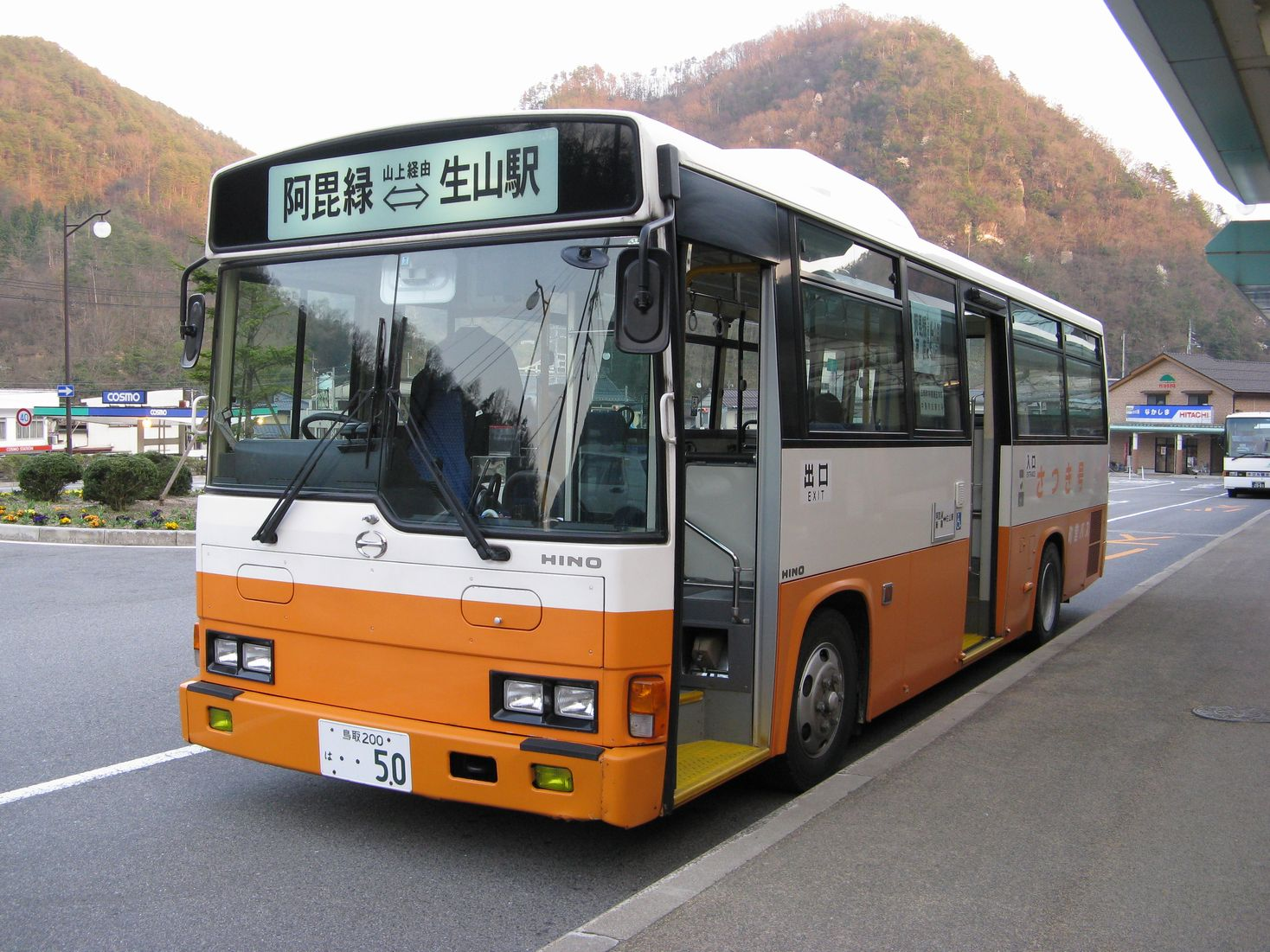
日南町営バスさつき号（生山駅前にて）

    - 中心となる駅は生山駅である。役場までは日南町営バスに乗り換える。かつて役場は生山駅近くにあったが、鳥取県西部地震により約3km西へ移転した[13]。

### 路線バス
- 日南町営バス
- 日野町営バス
- 奥出雲交通

### 道路

#### 高速道路
- 江府三次道路（国道183号生山道路）
  - かすみIC - 丸山下IC
- 江府三次道路（国道183号鍵掛峠道路）（整備中）

#### 一般国道
- 国道180号 - 巨根と書いて「おおね」と読む巨根橋がある。
- 国道183号

#### 県道
- 岡山県道・鳥取県道8号新見日南線
- 島根県道・鳥取県道9号安来伯太日南線
- 岡山県道・鳥取県道11号新見多里線
- 島根県道・鳥取県道15号横田多里線
- 鳥取県道48号阿毘縁菅沢線
- 鳥取県道・島根県道105号本山伯太線
- 鳥取県道・島根県道106号多里伯太線
- 島根県道・鳥取県道107号横田伯南線
- 鳥取県道・島根県道108号印賀奥出雲線
- 鳥取県道・岡山県道111号神戸上新見線
- 鳥取県道210号上石見黒坂停車場線
- 鳥取県道211号猪子原上石見停車場線
- 鳥取県道223号生山停車場線
- 鳥取県道257号花口下石見線
- 鳥取県道286号菅沢日野線

## 情報通信
- 市外局番は、0859である。
  - 0859エリア－米子市・境港市・日吉津村・大山町（中山地区を除く）・南部町・伯耆町・日南町・日野町・江府町
  - 生山電話交換所管轄（77〈1、3千番台〉、82）
  - 上石見電話交換所管轄（83）
  - 多里電話交換所管轄（77〈5千番台〉、84）
  - 印賀電話交換所管轄（77〈6千番台〉、87）
- 郵便番号は以下の通りである。2006年10月16日の再編に伴い、変更された。
  - 日南郵便局：689-52xx、689-55xx、689-56xx

## 史跡・観光

### 景勝地
- 石霞渓
- 旧日野上小学校グラウンドの大イチョウ

### 産業遺産

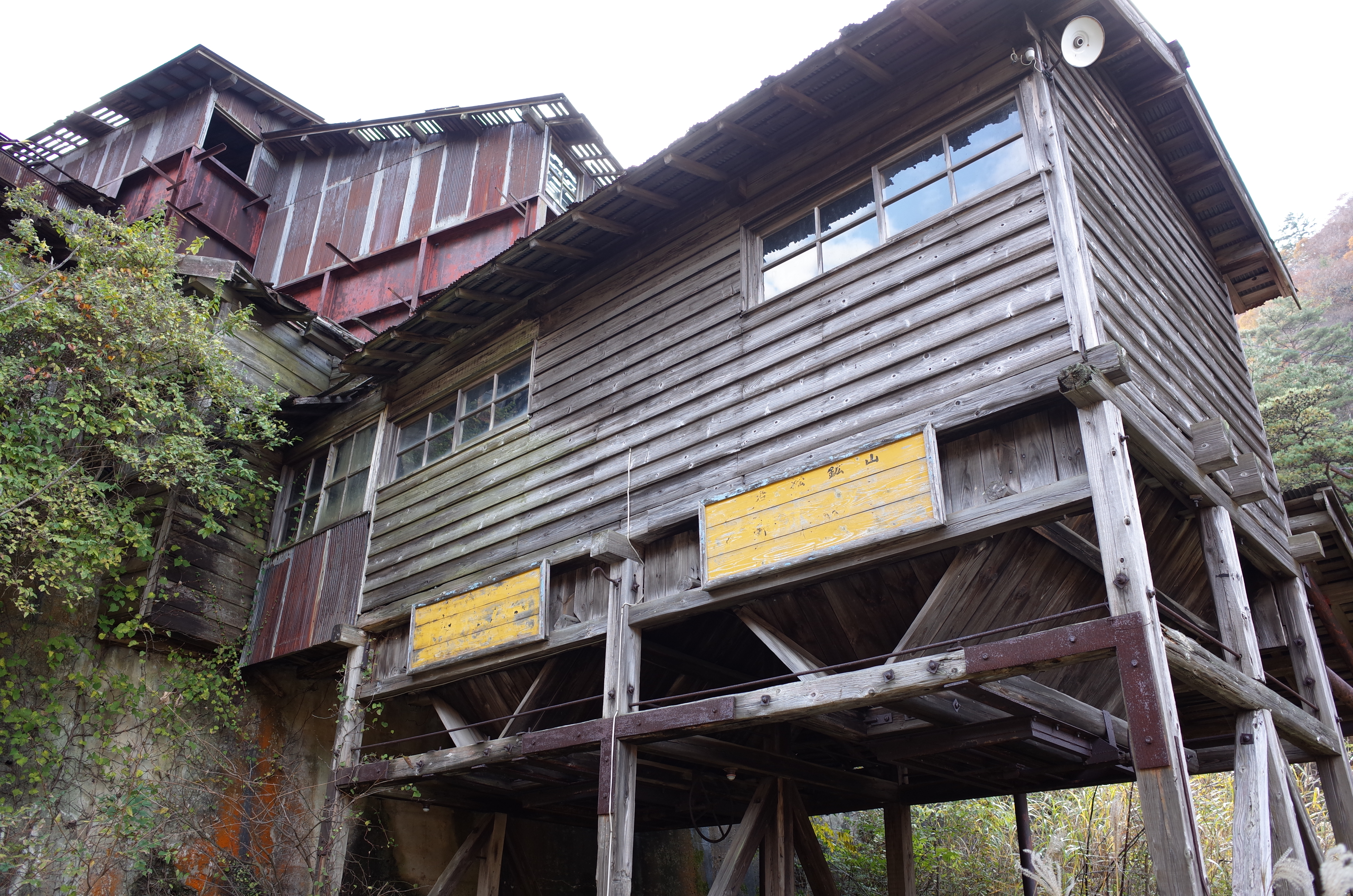
若松クロム鉱山遺構

- 若松鉱山 - 日南町多里にあったクロム鉱山の遺構、近代化産業遺産指定
- 伯州銀山 - 日南町中石見の大倉山の南西山麓に存在した銀山。「石見銀山」「日野銀山」とも呼ばれる。慶長年間に因州の鹿野城主、亀井家が開いたとされる[14]。産出した銀は「伯州灰吹銀」として知られた[15]。間歩は、中石見から上石見にかけて約3kmの間に、試掘2坑を含めて8坑の跡が確認されている[16]。島根県安来市の月山富田城の城下町遺跡（富田川河床遺跡）で伯州銀山産と推定される切銀が確認されており、戦国時代から江戸時代初期にかけて、山陰では伯州銀山産の銀が貨幣として流通していたと推測される[17]。

### 史跡
- 生山城（亀井山城）
- 亀尾山城
- 下谷中山鉄山跡 - （町指定文化財）
- 印賀宝篋印塔 - （県指定保護文化財）

### 神社
- 日谷神社（ひだにじんじゃ） - 日南町笠木に所在。旧郷社[18]
- 楽楽福神社（ささふくじんじゃ） - 日南町宮内に所在。旧県社[19]

### 寺
- 常福寺（じょうふくじ） - 日南町多里にある曹洞宗の寺。本尊は釈迦如来(明治2年まで十一面観音）。永禄2年（1559）備後徳雲寺(現広島県東城町）五世木中圭抱が開山となり、開基の亀尾山城主宮盛祐が父森忠の追福のため父の持仏十一面観音を本尊として創建したという。のち焼失したが宮氏の家臣増原清定が再建、当寺第二開基となったとされる。元文元年（1736）大庄屋古都源八は山城万福寺(現京都府宇治市）の鉄眼版一切経全巻を購入、境内に貫華蔵を建てて納めた。蔵の扁額は京都宝鏡寺(現京都府上京区）尼宮の真筆といわれ、同時に菊桐紋免許状・幕・提灯を与えられた。境内の殿様墓は天正18年（1590）8月7日銘をもつ宝篋印塔で、開基宮氏の墓と伝える。当時の鎮守愛宕堂では旧暦6月24日夕に石段両側に蝋燭を献灯する愛宕祭の行事が続けられている。
- 神宮寺 - 日南町宮内にある709年に開創された寺院。5月中旬には樹齢50年を超える大木から、薄紫色の藤が無数に下がる。
- 解脱寺 - 日南町下阿毘縁にある日蓮宗の古刹。1650年（慶安3年）の創建と伝えられる[20]。地元では「高祖さん」と呼ばれ、親しまれている。

### 山
- 船通山 - 「船通山のイチイ」（国指定天然記念物）
- 道後山
- 鬼林山
- 御墓山
- 大草山 - 通称「大正山」。山上地区に所在し、茶屋方面から望む山容が富士山に似ていることから「山上富士」とも呼ばれた。『日野郡史』には「本郡山多く、名山亦多しといへども、其形の整斎秀麗なること、山上村大草山に及ふものなし」とある[21]。1915年、大正天皇即位の御大典記念事業として、山上尋常高等小学校校長の内藤岩雄[22]の発案により、大草山の山腹に「大正」の字形に合わせて杉の苗木を植樹した[23]。現在でも、遠方から「大正」の文字が見て取れる。
- 花見山 - 2018年公開の映画『マンハント』（ジョン・ウー監督／主演チャン・ハンユー、福山雅治）のロケ地。花見山スキー場（現在は休業）を完全封鎖し、爆破シーンが撮影された[24][25]。
- 大倉山
- 多里層ノジュール列 - （県指定天然記念物）

### 滝
- 権現滝 - 閉鎖中
- 聖滝滝 - 木花咲耶姫と邇邇芸命が結婚の儀をあげたという伝説がある大小4段からなる滝。滝へと続く遊歩道は渓流に沿って整備されており、傾斜はほとんどない遊歩道を800ｍほど進んだ所にある。シーズンには渓流側にゲンジボタル、山側にヒメボタルが見られる。
- 若松滝
- 清滝 - 日南町湯河にある滝、2018年7月の豪雨により道が断裂。閉鎖中。

### 生き物
- 福万来のホタル - ヒメボタルとゲンジボタルが同時かつ大規模に見られる全国でも珍しいホタル観賞地。見頃の6月下旬～7月上旬には『福万来ホタル乃国』という名目で地元住民がおもてなしを行う。
- オオサンショウウオ（特別天然記念物）

### 星空
- 星空が極めて美しく、町の全域が星空保全地域に指定されている[26]。

### 行事・祭礼
- ホトホト[要出典]

### 公共施設
- 日南町総合文化センター
- 道の駅にちなん日野川の郷
  - さつきホール
  - 日南町図書館
  - 日南町美術館
- 日南町総合運動場
- 町民テニス場
- 日南町体育館
- 日南町武道館
- 地域間交流施設

## 宿泊施設・キャンプ場
- 清水屋 鈴の道
- 井谷旅館
- 古民家かつみや
- 深津旅館
- イチイ荘
- ふるさと日南邑ファームイン
- ゆきんこ村 四季彩
- 出立山キャンプ場
- オートキャンプあびれ
- YMCA呼子高原センターキャンプ場

## 出身人物
- 法橋善作 - 元大阪商業会議所副会頭、元衆議院議員
- 森田隆朝 - 元米子市長
- 池田亀鑑 - 平安朝文学の研究、元東京大学教授[27]
- 佐武林蔵 - 株式会社サクラクレパス創立者[28]
- 山城章 - 経営学者、一橋大学名誉教授
- 青戸辰午 - 弁護士
- 原澄斎 - 医師、旧姓大淵
- 細川匡 - デリカウィング会長
- 川崎三枝子 - 漫画家
- 木村秀樹 - クラシックギター奏者
- 島碩弥 - アナウンサー
- 池田大介 - 陸上競技選手（十種競技）
- SHINOBI - プロレスラー

### ゆかりの人物

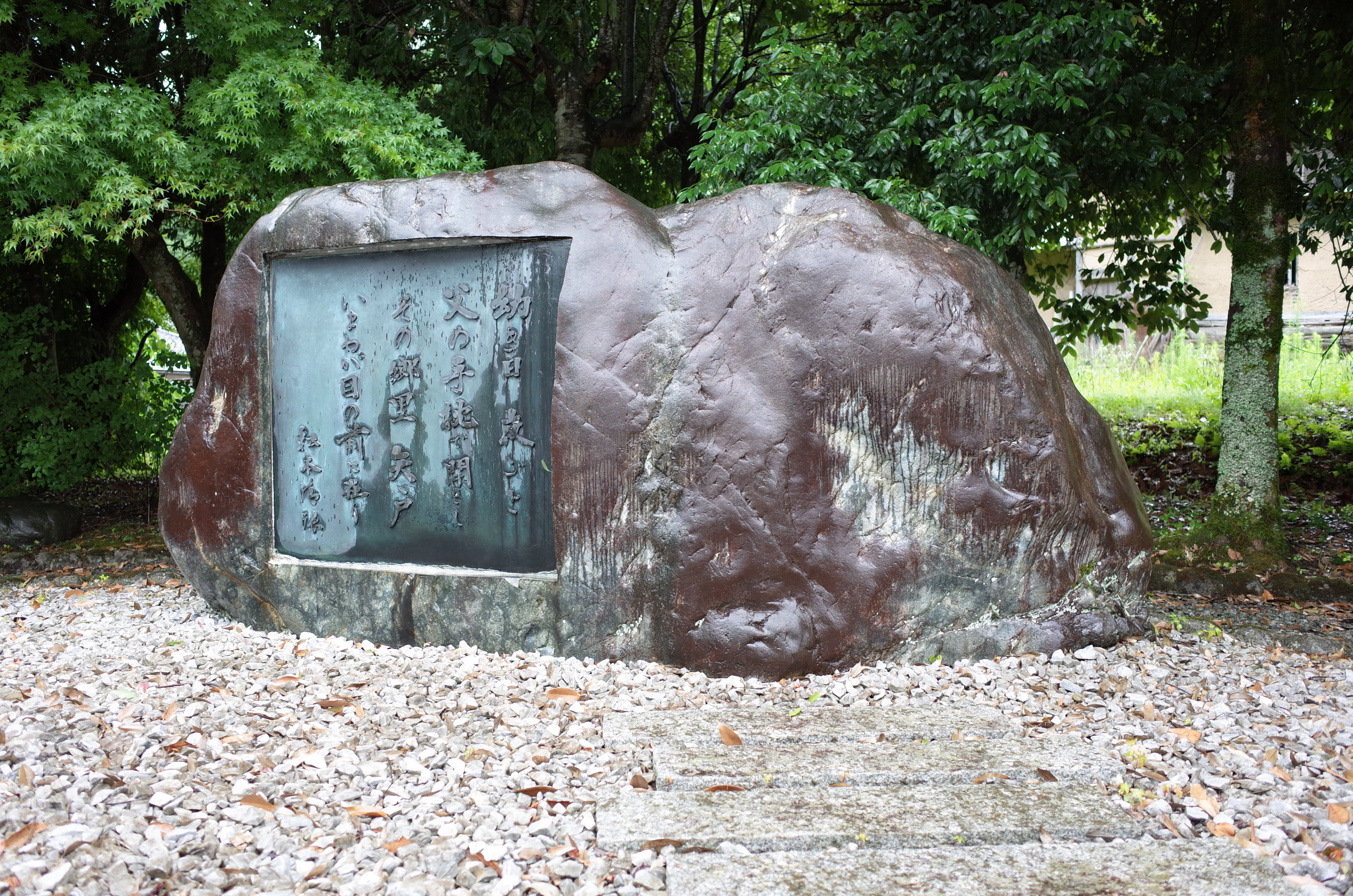
松本清張文学碑（日南町矢戸）

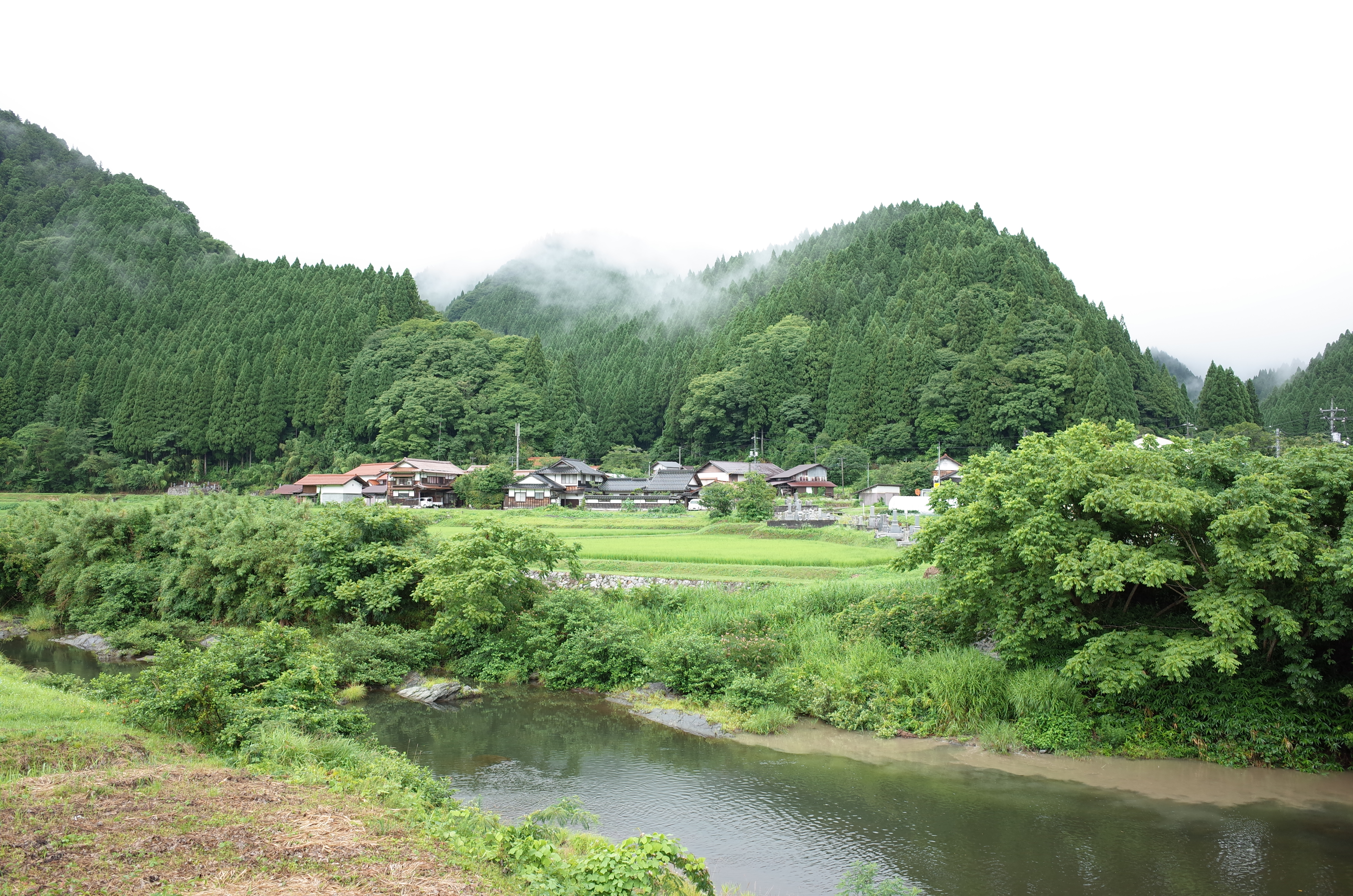
矢戸の集落と日野川

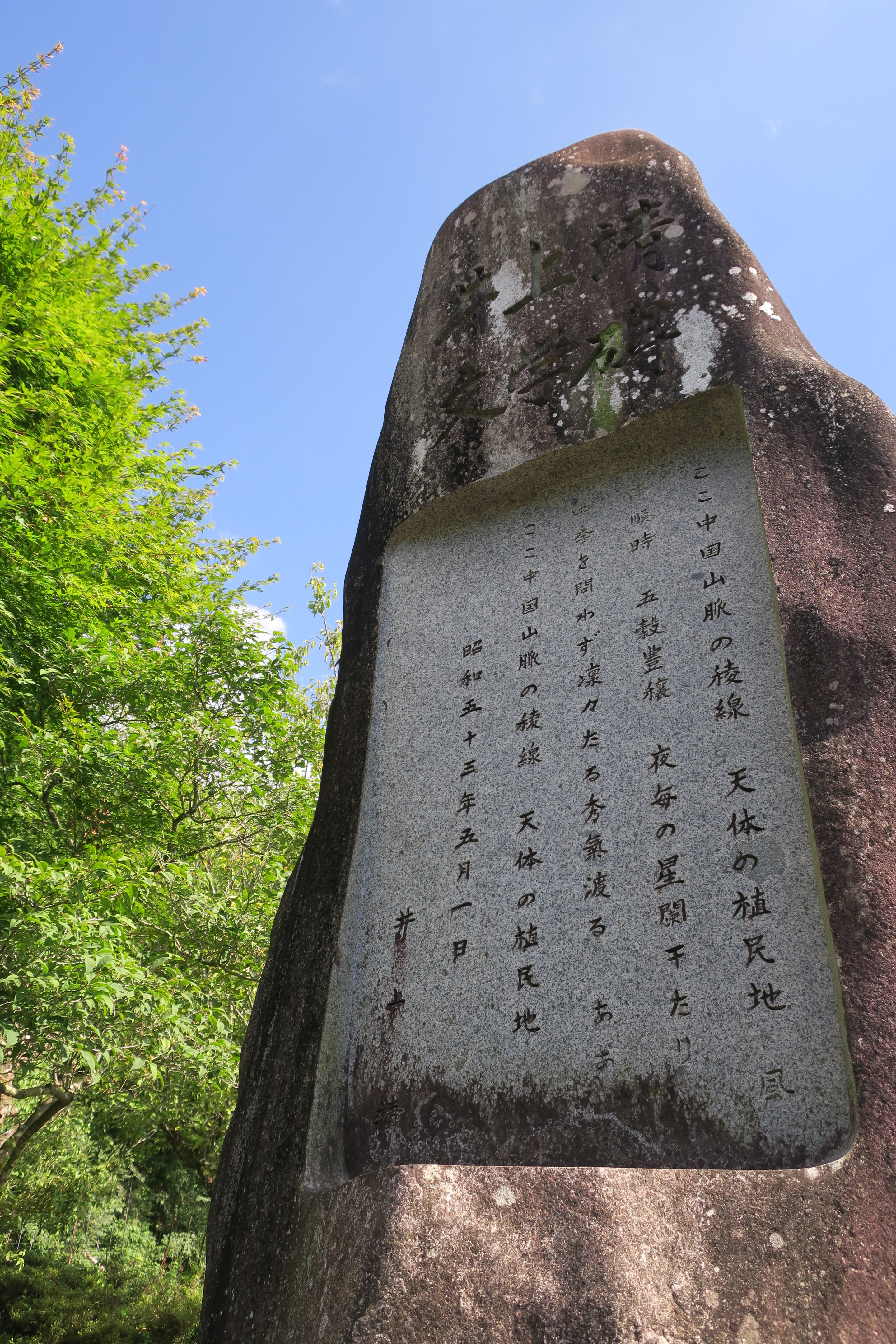
井上靖文学碑

- 松本清張 - 作家（父が日南町矢戸の出身）
父・峯太郎は矢戸村（現在の矢戸）の生まれ。峯太郎から故郷の話を聞いて育った清張は、1948年（昭和23年）1月に初めて矢戸を訪れ、峯太郎の生家[29]を写真に収め、風景をスケッチした[30]。清張はこの時を含め、生涯で少なくとも4回、矢戸を訪問しており、清張の自伝的小説である「父系の指」「半生の記」にも、矢戸は登場する[31][32]。1966年（昭和41年）7月、清張は自ら希望して日南町を訪れ、講演した。この時、清張はこう語っている。「あなたは九州だときいたが、どうして山陰とつながりがあるのかとよく聞かれます。9月には私の自叙伝[33]が出版されるから、私の故郷は山陰であり、この日南町であることが一般にわかると思います」[31]。矢戸には、峯太郎の生家が見える場所に松本清張文学碑があり、自然石にはめ込まれた銅板には、清張の直筆で次のように書かれている。「幼き日 夜ごと父の手枕で聞きし その郷里 矢戸　いまわが目の前に在り　松本清張」[31]
- 井上靖 - 作家（1945年（昭和20年）に家族が日南町福栄に疎開）
家族が疎開していたのは1945年6月から12月までであるが、その間、何度か福栄を訪れている。「通夜の客」の舞台は当時の福栄村である[34]。福栄には井上靖が命名した「野分の館」（井上靖記念館）があり、「天体の植民地」という言葉を刻んだ文学碑がある。井上靖は生前、福栄村を訪れた際の印象を「空気もおいしく、夜空にちらばっている星の光も美しかった。天の植民地にでも居る思いであった」と語っていた[34]。
- 小早川秋聲 - 日本画家（日野町出身。作品が日南町美術館に所蔵・寄託されており、定期的に展覧会が開かれる。）
- 前原誠司 - 政治家･日本維新の会共同代表（母が日南町出身）
前原によると「私は京都生まれの京都育ちなんですが、父親が鳥取県の境港、母親は上石見[注釈 1]、伯備線の最も岡山寄りのところの出身」という[35]。

## 日南町で撮影された作品
- リアリズムの宿 - 2004年公開の映画のロケ地となった。